# 北條史也
北條 史也（ほうじょう ふみや、1994年7月29日 - ）は、大阪府堺市南区出身の社会人野球選手、元プロ野球選手（内野手）。

## 経歴

### プロ入り前

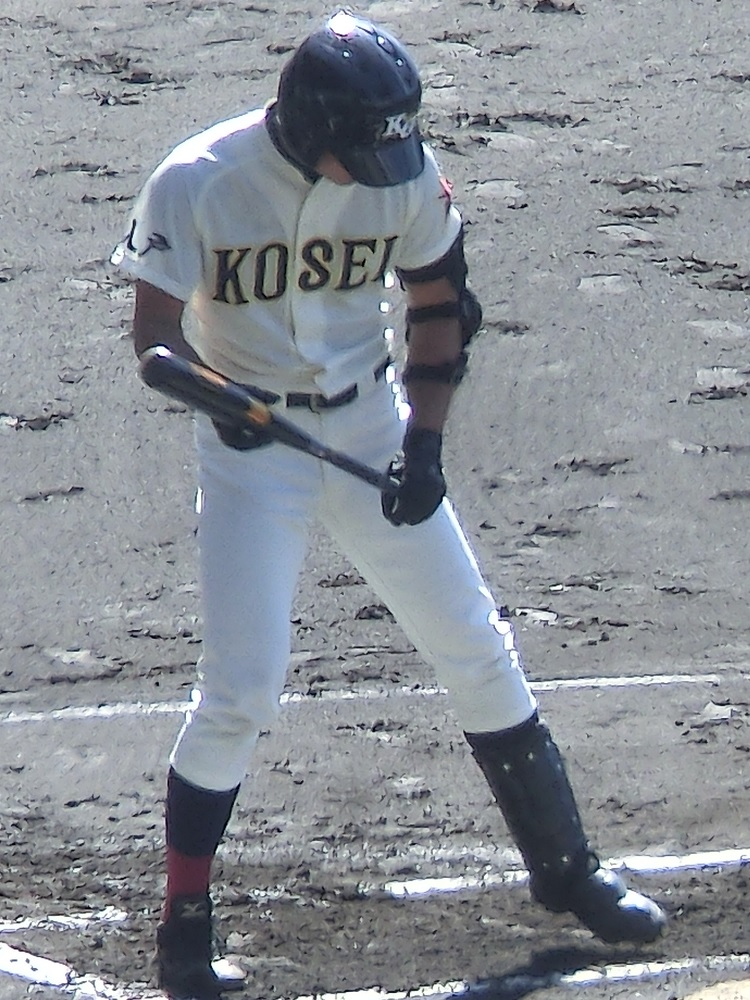
光星学院時代

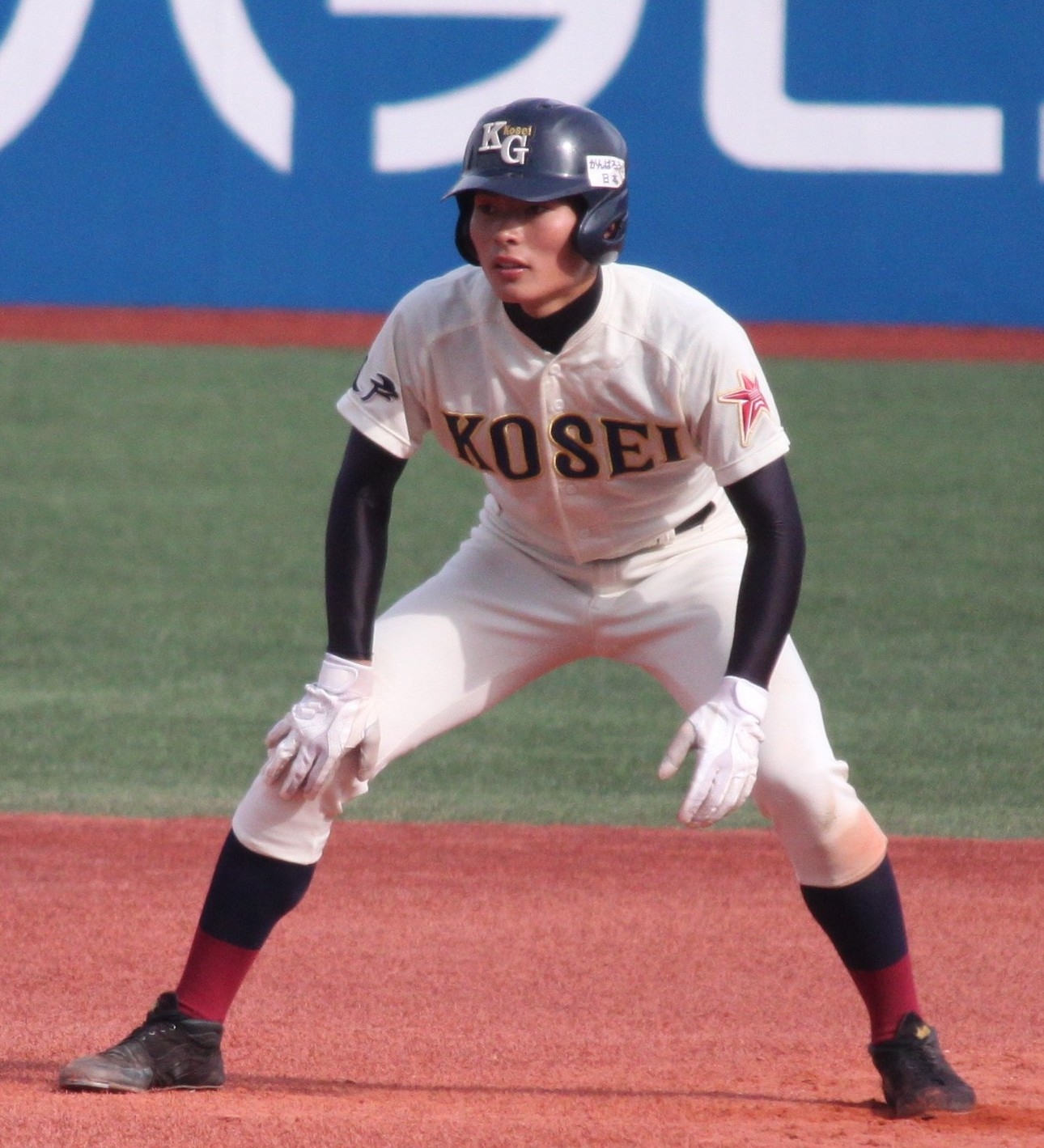
光星学院時代

小学校4年から野球を始め、堺市立美木多中学校時代は「オール狭山ボーイズ」に所属していた。中学校の2学年先輩に一二三慎太が、小中高時代のチームメイトに田村龍弘がいた。
光星学院高等学校では1年からベンチ入りを果たす。2年夏には第93回全国高等学校野球選手権大会に出場し、チーム最多タイの8打点を記録し、チームも準優勝した。明治神宮野球大会では打率.455、1本塁打、7打点の活躍で優勝に貢献。神村学園高戦では大会史上初の逆転サヨナラ満塁本塁打を放った。第94回全国高等学校野球選手権大会では、第67回大会の清原和博にあと1と迫る1大会4本塁打を放つなど4番打者として活躍。決勝戦では、後にプロでチームメイトとなる藤浪晋太郎を擁する大阪桐蔭高校と対戦するも、4打数無安打2三振と抑えられ優勝を逃した。甲子園大会では2011年夏から2012年春、2012年夏と3季連続で準優勝を記録するなど、主砲としてチームを引っ張った。高校通算25本塁打。甲子園通算29打点は清原と並んで史上最多。
第25回AAA世界野球選手権大会の日本代表に選出され、世界大会を経験した。
2012年のNPBドラフト会議で、阪神タイガースから2巡目で指名され、契約金7000万円、年俸720万円（金額は推定）という条件で入団した。背番号は2。

### 阪神時代
2013年には、遊撃手としてウエスタン・リーグ公式戦84試合に出場。打撃面では打率.199、1本塁打、20打点、守備面では18失策を記録した。シーズン終盤から参加したみやざきフェニックス・リーグでは、実戦で二塁や三塁の守備も経験した。現状維持となる推定年俸720万円で契約を更改した
2014年には、7月17日に長崎ビッグNスタジアムで催されたフレッシュオールスターゲームで、ウエスタン・リーグ選抜の「5番・二塁手」としてスタメンで出場。同リーグの公式戦では、102試合に出場するとともに打率.259、2本塁打、23打点、リーグ最多の52四球を記録した。9月29日にプロ入り後初の一軍昇格を果たしたが、一軍公式戦への出場機会がないままシーズンを終えた。11月に台湾で開かれた第1回IBAF21Uワールドカップでは、日本代表の一員として全8試合に出場。打率.304、1本塁打、8打点という活躍で、二塁手部門の大会ベストナインに選ばれた。オフに、10万円増となる推定年俸730万円で契約を更改した
2015年には、前年のシーズン終了後に、正遊撃手の鳥谷敬がメジャーリーグへの挑戦を視野に海外FA権を行使したことから、鳥谷の後継者の1人として期待された。鳥谷は春季キャンプの直前に残留を表明したものの、プロ入り後初めて、春季キャンプを一軍で迎え、オープン戦の終了まで一軍に帯同した。しかしオープン戦で打率.067（15打数1安打）、0打点と低迷したため、公式戦の開幕を二軍で迎えた。二遊間をポジションとする内野手が複数名加入したチーム事情を背景に、ウエスタン・リーグ公式戦の序盤は、三塁手としてのスタメン出場の機会が例年より増加。打撃も好調で、クリーンアップにも名を連ねるようになった。公式戦通算では、リーグ最多の112試合に出場。打率.243、チーム2位（リーグ7位）の10本塁打、チーム最多（リーグ8位）の43打点を記録した。5月31日の対中日ドラゴンズ戦では、3番打者としてスタメンに起用されると、4番江越大賀、5番梅野隆太郎とのクリーンアップによってチーム35年ぶりの同リーグ公式戦3者連続本塁打を達成している。5月26日にシーズン初の出場選手登録を果たすと、5月28日の対東北楽天ゴールデンイーグルス戦（阪神甲子園球場）5回裏に代打で一軍デビュー。この打席で一塁へのファウルフライに終わり、5月29日に登録を抹消されたため、一軍公式戦への出場はこの1打席のみにとどまった。オフに、現状維持となる推定年俸730万円で契約を更改した。
2016年には、前年に続いて、春季キャンプからオープン戦を通じて一軍へ帯同。13試合に出場したオープン戦で打率.333を記録したことを背景に、自身初の開幕一軍入りを果たした。4月3日の対横浜DeNAベイスターズ戦（横浜スタジアム）では、7回表に藤川球児の代打で出場すると、一軍公式戦での初安打を石田健大からのソロ本塁打で記録した。公式戦の開幕当初は、代走や守備要員としての起用が多かったが、4月10日の対広島東洋カープ戦（甲子園）での一軍公式戦初スタメンを皮切りに、二塁手や三塁手としてスタメンに定着。鳥谷が不振でスタメンを外れるようになった7月下旬以降は、大半の試合で遊撃手としてスタメンに起用された。特にシーズン終盤の多くの試合で、北條が遊撃手、鳥谷が三塁手としてスタメンへ同時に起用された。8月は、月間打率.311と好調で、1番（または2番）打者に定着。8月10日の対広島戦（マツダスタジアム）では、勝ち越し点を挙げる活躍で、自身初のヒーローインタビューに臨んだ。9月24日の対中日戦（ナゴヤドーム）では、一軍では初めての2試合連続本塁打を記録すると、次の打席で放った二塁打でシーズン通算の安打数が100本に達した。高校から直接ドラフト会議での指名を経て阪神へ入団してから4年目以内に、一軍公式戦でシーズン100安打を放った野手は、藤田平、掛布雅之、新庄剛志に次いで4人目である。シーズン全体では、出場選手登録を一度も抹消されないまま、一軍公式戦122試合に出場。内野手としてはチーム最多の12失策を記録したものの、シーズンの規定打席（443）に迫る打席数（438）で、105安打、打率.273、5本塁打、33打点という成績を残した。二塁打数は通算25本で、自身の目標だった坂本のブレイク年（高卒2年目の2008年）の24本を上回った。また、チーム2位タイの6盗塁を記録するなど、リードオフマンとしての役割も果たした。オフに、1470万円増となる推定年俸2200万円で契約を更改した。
2017年には、鳥谷が遊撃手への復帰を強く望んだことなどを背景に、春季一軍キャンプの期間中から、鳥谷との間で正遊撃手争いを展開。チーム最初のオープン戦だった2月25日の対北海道日本ハムファイターズ戦で2本塁打を放つなど、体格や長打力が大きく向上したことから、一軍監督の金本知憲からキャンプの「筆頭MVP」に選ばれた。オープン戦以降は打撃不振で、一軍開幕戦からレギュラーシーズンの初安打までに14打席（4試合）を要したが、主に「6番・遊撃手」としてスタメンに定着。4月9日の対巨人戦（甲子園）では、プロ入り後初の1試合2本塁打を記録した。以降の公式戦では再び打撃が振るわず、新人の糸原健斗が遊撃手としてスタメン出場を増やした影響もあり、6月30日には2シーズンぶりに出場選手登録を抹消。後に糸原が故障で戦列を離れたため、7月21日から一軍へ復帰した。復帰当初は大和が遊撃手としてスタメンに起用されていたが、大和が故障で戦線を離脱した8月中旬からは、スタメンでの出場を再開。8月18日の対中日戦（ナゴヤドーム）では一軍公式戦4か月ぶりの本塁打を放ち、13試合連続安打も記録するなど、スタメンへの復帰当初は打撃に復調の兆しが見られた。以降は攻守で再び精彩を欠いたため、大和の実戦復帰を機に、9月7日付で登録を再び抹消。そのままレギュラーシーズンを終えた。一軍公式戦には83試合の出場で、打率.210、3本塁打、20打点と、成績が軒並み低迷。チームのレギュラーシーズン2位で迎えたDeNAとのクライマックスシリーズ（CS）ファーストステージ（甲子園）では出場の機会がなかった。オフには推定年俸2000万円（200万円減）で契約を更改した。
2018年には、大和が前年のシーズン終了後に国内FA権の行使によってDeNAへ移籍したことから、春季一軍キャンプで正遊撃手の座を糸原や植田海などと争ったが、公式戦の開幕を2シーズンぶりに二軍でスタート。5月31日にシーズン初の出場選手登録を果たしたが、一軍公式戦5試合の出場で5打数無安打と振るわず、6月12日に登録を抹消された。6月22日の再登録後は打撃が好調で、「2番・遊撃手」として再びスタメンへ定着。7月には、16試合の出場で月間打率が.400に達したことから、セントラル・リーグ月間MVP（打者部門）の候補に名を連ねた。9月14日の対東京ヤクルトスワローズ戦（甲子園）4回表の遊撃守備中に、井野卓が放ったゴロへのダイビングキャッチで左肩を強打。そのまま担架に運ばれて退場すると、9月15日の診察で亜脱臼が判明したため、同日付で登録を再び抹消された。シーズン中の実戦復帰には至らなかったものの、一軍公式戦には、通算で62試合に出場。結果として、打率.322（239打数77安打）という好成績でシーズンを終えた。オフには600万円増の推定年俸2600万円で契約を更改した。
2019年は82試合に出場し、打率.247、5本塁打、20打点。遊撃、三塁を守り、先発出場は47試合であった。特にシーズン終盤・クライマックスシリーズでの活躍は目覚ましく、9月21日の広島戦でチーム6連勝の皮切りとなる決勝本塁打を放ち、DeNAとのCSファーストステージ第1戦では5打点の大活躍を見せた。12月10日に200万円アップの推定年俸2800万円で契約更改した。
2020年は40試合出場、うち先発23試合（遊撃9試合、二塁14試合）、打率.192、2本塁打、7打点に終わった。12月1日、背番号が26に変更されることが発表された。12月10日、600万円減となる年俸2200万円で契約を更改した。
2021年は9月15日の二軍戦での三塁守備中、10月18日のフェニックスリーグでの二塁守備中の2回左肩を亜脱臼したこともあり、33試合の出場(うち一塁6試合、二塁13試合、三塁2試合、遊撃1試合)で、打率.200、1本塁打、6打点の成績に終わる。10月に左関節鏡下肩関節唇形成手術を受けた。11月26日、300万円減の年俸1900万円でサインした。
2022年は手術の影響で公式戦への復帰は4月23日のウエスタン・リーグ、オリックス・バファローズ戦まで持ち越され、一軍には5月上旬に復帰した。レギュラーシーズンでのスタメン出場はわずか9試合に留まったが、その1試合である7月15日の中日戦で上田洸太朗から2016年9月22日以来2122日ぶりの決勝本塁打となる2点本塁打を放った。クライマックスシリーズ直前で再び一軍登録されると、DeNA戦、ヤクルト戦でそれぞれ1試合ずつスタメン出場を果たした。オフでは100万円減となる1800万円（推定）で契約更改した。
2023年は一年を通して一軍への昇格はなく、2016年から続いていた7年連続本塁打記録が途切れた。10月3日、チームから戦力外通告を受けた。

### 三菱重工West硬式野球部時代
今後も現役続行することを視野に入れ、2023年11月27日に社会人野球の三菱重工Westへの内定が報道、のち正式発表。背番号は阪神時代の26番と悩んだが憧れのヤクルト・山田哲人がかつて付けた背番号である23番に決定した。
2024年7月の第95回都市対抗ではチームの初のベスト8入りに貢献し、大会優秀選手に選出された。
2025年の第96回都市対抗ではチームとしての出場は逃したが、NTT西日本の補強選手として出場することが決まった。

## 選手としての特徴

### 打撃
コンパクトなレベルスイングから質の良いライナー性の打球を広角に放つ。選球眼が良い。打席内での粘りやしぶとさ、嫌らしさは高く評価されている。
高校時代には長距離打者として活躍し「坂本2世」とも評されたが、U-18日本代表で打率1割台に終わるなど木製バットへの対応に苦戦し、プロ入り後も高校時代の名残から、バットがやや外回りする癖が指摘されている。
プロ入り後は自ら「長打狙いを捨てる」ことを決断したが、金本知憲からは「小器用に、こじんまりと無難に」はならないことを期待されており、金本の一軍監督在任中には長打力を伸ばす指導も度々受けていた。

### 守備
堅実さには欠けるものの、内野守備走塁コーチの久慈照嘉からは「捕る、投げるといったトータルの能力は安定している」と評価されている。しかし、2018年の左肩故障からスローイングの精度が悪化し、2019年には89試合で12失策を喫し、遊撃手での守備率は.933と低い値を記録した。

## 人物・エピソード
3つ上の兄の影響で4歳から体操を習っており、小学3年時には、鉄棒の全国大会で2位に入賞。阪神入団の時点では、バク転ができることもアピールポイントになっていた。
阪神入団後のオフシーズンには、自身と同じ関西地方出身の高卒内野手である山田哲人や、「オール狭山」の先輩に当たる川端慎吾らとの合同自主トレーニングへ臨んでいる。
オフシーズンへ入るたびに障害児入所施設や母子医療施設を訪問しており、2018年には社会貢献活動に対して球団から若林忠志賞を授与された。授与時点での年齢は歴代最年少の24歳で、高校から直接阪神へ入団した選手の受賞は初めてである。
2019年12月26日、一般女性と結婚したことを発表した。

## 詳細情報

### 年度別打撃成績
| 年 度     | 球 団     | 試 合 | 打 席 | 打 数 | 得 点 | 安 打 | 二 塁 打 | 三 塁 打 | 本 塁 打 | 塁 打 | 打 点 | 盗 塁 | 盗 塁 死 | 犠 打 | 犠 飛 | 四 球 | 敬 遠 | 死 球 | 三 振 | 併 殺 打 | 打 率 | 出 塁 率 | 長 打 率 | O P S |
| --------- | --------- | ----- | ----- | ----- | ----- | ----- | -------- | -------- | -------- | ----- | ----- | ----- | -------- | ----- | ----- | ----- | ----- | ----- | ----- | -------- | ----- | -------- | -------- | ----- |
| 2015      | 阪神      | 1     | 1     | 1     | 0     | 0     | 0        | 0        | 0        | 0     | 0     | 0     | 0        | 0     | 0     | 0     | 0     | 0     | 0     | 0        | .000  | .000     | .000     | .000  |
| 2016      | 阪神      | 122   | 438   | 385   | 44    | 105   | 25       | 1        | 5        | 147   | 33    | 6     | 0        | 7     | 4     | 38    | 4     | 4     | 91    | 10       | .273  | .341     | .382     | .723  |
| 2017      | 阪神      | 83    | 252   | 219   | 26    | 46    | 7        | 2        | 3        | 66    | 20    | 0     | 0        | 7     | 2     | 23    | 0     | 1     | 42    | 4        | .210  | .286     | .301     | .587  |
| 2018      | 阪神      | 62    | 266   | 239   | 34    | 77    | 8        | 1        | 1        | 90    | 20    | 1     | 0        | 4     | 3     | 19    | 0     | 1     | 32    | 7        | .322  | .370     | .377     | .747  |
| 2019      | 阪神      | 82    | 211   | 174   | 18    | 43    | 7        | 0        | 5        | 65    | 20    | 2     | 0        | 13    | 0     | 23    | 0     | 1     | 40    | 3        | .247  | .338     | .374     | .712  |
| 2020      | 阪神      | 40    | 112   | 99    | 10    | 19    | 4        | 0        | 2        | 29    | 7     | 2     | 0        | 3     | 0     | 9     | 0     | 1     | 23    | 2        | .192  | .266     | .293     | .559  |
| 2021      | 阪神      | 33    | 57    | 50    | 6     | 10    | 2        | 0        | 1        | 15    | 6     | 0     | 0        | 2     | 0     | 4     | 0     | 1     | 11    | 1        | .200  | .273     | .300     | .573  |
| 2022      | 阪神      | 32    | 48    | 43    | 5     | 8     | 1        | 0        | 1        | 12    | 7     | 0     | 0        | 2     | 1     | 2     | 0     | 0     | 6     | 1        | .186  | .217     | .279     | .496  |
| 通算：8年 | 通算：8年 | 455   | 1385  | 1210  | 143   | 308   | 54       | 4        | 18       | 424   | 113   | 11    | 0        | 38    | 10    | 118   | 4     | 9     | 245   | 28       | .255  | .323     | .350     | .673  |

- 2023年度シーズン終了時

### 年度別守備成績
| 年 度 | 球 団 | 一塁  | 一塁  | 一塁  | 一塁  | 一塁  | 一塁     | 二塁  | 二塁  | 二塁  | 二塁  | 二塁  | 二塁     | 三塁  | 三塁  | 三塁  | 三塁  | 三塁  | 三塁     | 遊撃  | 遊撃  | 遊撃  | 遊撃  | 遊撃  | 遊撃     |
| 年 度 | 球 団 | 試 合 | 刺 殺 | 補 殺 | 失 策 | 併 殺 | 守 備 率 | 試 合 | 刺 殺 | 補 殺 | 失 策 | 併 殺 | 守 備 率 | 試 合 | 刺 殺 | 補 殺 | 失 策 | 併 殺 | 守 備 率 | 試 合 | 刺 殺 | 補 殺 | 失 策 | 併 殺 | 守 備 率 |
| ----- | ----- | ----- | ----- | ----- | ----- | ----- | -------- | ----- | ----- | ----- | ----- | ----- | -------- | ----- | ----- | ----- | ----- | ----- | -------- | ----- | ----- | ----- | ----- | ----- | -------- |
| 2016  | 阪神  | -     | -     | -     | -     | -     | -        | 33    | 56    | 60    | 3     | 12    | .975     | 64    | 28    | 74    | 6     | 2     | .944     | 41    | 56    | 101   | 3     | 19    | .981     |
| 2017  | 阪神  |       |       |       |       |       |          | -     | -     | -     | -     | -     | -        | -     | -     | -     | -     | -     | -        | 71    | 100   | 180   | 8     | 33    | .972     |
| 2018  | 阪神  | -     | -     | -     | -     | -     | -        | 1     | 1     | 0     | 0     | 0     | 1.000    | 7     | 4     | 11    | 2     | 1     | .882     | 56    | 74    | 169   | 6     | 26    | .976     |
| 2019  | 阪神  | -     | -     | -     | -     | -     | -        | -     | -     | -     | -     | -     | -        | 12    | 7     | 19    | 1     | 1     | .963     | 46    | 54    | 98    | 11    | 22    | .933     |
| 2020  | 阪神  | -     | -     | -     | -     | -     | -        | 14    | 23    | 44    | 1     | 11    | .985     | 2     | 0     | 0     | 1     | 0     | .000     | 19    | 18    | 34    | 3     | 9     | .945     |
| 2021  | 阪神  | 6     | 12    | 0     | 0     | 1     | 1.000    | 13    | 22    | 25    | 0     | 2     | 1.000    | 2     | 0     | 0     | 0     | 0     | ----     | 1     | 1     | 0     | 0     | 0     | 1.000    |
| 2022  | 阪神  | 6     | 26    | 1     | 0     | 2     | 1.000    | 1     | 1     | 1     | 0     | 0     | 1.000    | 11    | 7     | 9     | 0     | 0     | 1.000    | -     | -     | -     | -     | -     | -        |
| 通算  | 通算  | 12    | 38    | 1     | 0     | 3     | 1.000    | 62    | 103   | 130   | 4     | 25    | .983     | 98    | 46    | 113   | 10    | 4     | .941     | 234   | 303   | 582   | 31    | 109   | .966     |

- 2023年度シーズン終了時

### 表彰
- 若林忠志賞：1回（2018年）

### 記録
初記録
- 初出場・初打席：2015年5月28日、対東北楽天ゴールデンイーグルス3回戦（阪神甲子園球場）、5回裏にマリオ・サンティアゴの代打で出場、菊池保則から一邪飛
- 初安打・初本塁打・初打点：2016年4月3日、対横浜DeNAベイスターズ3回戦（横浜スタジアム）、7回表に石田健大から左越ソロ
- 初先発出場：2016年4月10日、対広島東洋カープ3回戦（阪神甲子園球場）、7番・三塁手で先発出場
- 初盗塁：2016年5月22日、対広島東洋カープ9回戦（阪神甲子園球場）、2回裏に二盗（投手：中村恭平、捕手：磯村嘉孝）

### 背番号
- 2（2013年 - 2020年）
- 26（2021年 - 2023年）

### 登場曲
- 「Yeah 3x」Chris Brown（2013年）
- 「『ヒゲ』のテーマ 」ザ・ドリフターズ（2014年 - 2015年）
- 「Boom」Major Lazer with Moti（英語版）feat. Ty Dolla $ign, Wizkid, Kranium（英語版）（2016年）
- 「やってみよう」WANIMA（2017年）
- 「Galway Girl」Ed Sheeran（2018年 - 2019年途中、2020年）
- 「Bon Appétit」Katy Perry（2019年）
- 「Bussin' feat. ¥ellow Bucks」AK-69（2021年）
- 「ありのまんまが愛しい君へ」DISH//（2022年 - ）